# A magyar labdarúgó-válogatott 1903. június 11-i mérkőzése
Előző mérkőzés - Következő mérkőzés
A magyar labdarúgó-válogatott harmadik mérkőzését Ausztria ellen játszotta 1903. június 11-én. Eredménye: 3:2 (1:0).

## Az összeállítások
| 1903. június 11. 3. mérkőzés Barátságos |

| Magyarország             | 3 – 2   | Ausztria                   |
| ------------------------ | ------- | -------------------------- |
| Pokorny 24' 65' Buda 52' | (1 - 0) | Pulchert 60' Studnicka 70' |

| Margitszigeti Sportpálya, Budapest Nézőszám: 700 Játékvezető: Yolland Arthur (angol) |

| \| \| \| \| \| \| \| \| \| \| \| \| \| \| \| \| \| ' \| \| \| |              |              |
| Csapatszínek                                                  | Csapatszínek | Csapatszínek |
| Csapatszínek                                                  |              |              |
| Csapatszínek                                                  |              |              |
|                                                               |              |              |
| '                                                             |              |              |

| MAGYARORSZÁG:        |    |                 |       |
|                      |    |                 |       |
| KA                   | 1  | Holits Ödön     | (MUE) |
| HV                   | 2  | Nagy Ferenc     | (MTK) |
| HV                   | 3  | Manglitz Ferenc | (FTC) |
| FE                   | 4  | Gorszky Tivadar | (FTC) |
| FE                   | 5  | Skrabák István  | (BTC) |
| FE                   | 6  | Bayer Róbert    | (MAC) |
| CS                   | 7  | Braun Ferenc    | (FTC) |
| CS                   | 8  | Buda István     | (BTC) |
| CS                   | 9  | Pokorny József  | (FTC) |
| CS                   | 10 | Vincze Károly   | (MAC) |
| CS                   | 11 | Weisz Ferenc    | (FTC) |
| Szövetségi kapitány: |    |                 |       |
| Gillemot Ferenc      |    |                 |       |

| AUSZTRIA:            |    |                       |        |
|                      |    |                       |        |
|                      |    |                       |        |
| KA                   | 1  | Wagner Rudolf         | (VCFC) |
| HV                   | 2  | Leuthe Max            | (WAC)  |
| HV                   | 3  | Dettelmaier Friedrich | (WAC)  |
| FE                   | 4  | Schrammel Engelbert   | (WAC)  |
| FE                   | 5  | Stürmer Karl          | (WAC)  |
| FE                   | 6  | Dick Johann           | (FVFC) |
| CS                   | 7  | Fischer Josef         | (WAC)  |
| CS                   | 8  | Schulz Edwin          | (WAC)  |
| CS                   | 9  | Pulchert A.           | (FVFC) |
| CS                   | 10 | Johann Studnicka      | (WAC)  |
| CS                   | 11 | Taurer Josef          | (WAC)  |
| Szövetségi kapitány: |    |                       |        |
| Nem volt             |    |                       |        |

## A mérkőzés

A mérkőzésen két gólt szerző és 1903-as idény játékosa Pokorny József

A harmadik mérkőzés az első válogatott összecsapás visszavágója volt. Hazai pályán mérkőzhetett meg a magyar válogatott az osztrákkal. Az újonnan épített sportlétesítményben, Margitszigeten a MAC stadionjában került sor a nemzetek közötti találkozóra (első füves pálya). Az első mérkőzésen kapott 5 gól után a magyar közvélemény a "sógorokat" látta a meccs esélyeseinek. Az odavágóról 4 személy volt tagja még ekkor is a magyar nemzeti csapatnak: az egyik fedezet Bayer Róbert, két csatár Buda István, Pokorny József és a szövetségi kapitány Gillemot Ferenc, míg a csehek elleni csapatból csak két játékos Groszky Tivadar és Braun Ferenc. Pokorny a "veterán" csatár szerezte meg a mérkőzés első gólját és a félidő eredménye is ez lett. A második játékrészben a másik sporttörténeti alak is betalált, Buda István. Pulchert szépítő találatára Pokornyi öt perccel később ismételt, 3-1. Az első találkozó hőse, a mesterhármasig jutó Johann Studnicka Budapesten is betalált, de a mérkőzés vége így is 3-2 lett a magyarok javára. A hazai csapat a lerohanást, illetve a "Rúgd és fuss..." futballt játszotta, míg az osztrákok a kombinatív játékot preferálták.
| „                                                       | ...a győzelem mindig kedves, de tízszeresen kedves akkor, ha a magyar győzi le az osztrákot, és hozzá váratlanul. | ” |
| – Részlet a Nemzeti Sport 1903. június 4-dikei számából | |   |

## Örökmérleg a mérkőzés után
| Magyarország | :         | Ausztria |
| ------------ | --------- | -------- |
| 1            | Győzelem  | 1        |
| 0            | Döntetlen | 0        |
| 3            | Gólok     | 7        |
| 50           | %         | 50       |

Előző mérkőzés - Következő mérkőzés

## Lásd még
- Magyar labdarúgó-válogatott